# Arhopala maya
Arhopala maya är en fjärilsart som beskrevs av Evans 1932. Arhopala maya ingår i släktet Arhopala och familjen juvelvingar. Inga underarter finns listade i Catalogue of Life.